# No es país para viejos
No es país para viejos (No Country for Old Men, en el original en inglés) es una novela de 2005 escrita por el estadounidense Cormac McCarthy. Ambientada en la frontera entre Estados Unidos y México, narra las consecuencias de un intercambio fallido de drogas en una parte remota del desierto. El título hace referencia a la primera línea del poema "Sailing to Byzantium", de William Butler Yeats. La adaptación cinematográfica del 2007, No Country for Old Men, de los hermanos Coen, ganó cuatro Premios Óscar, incluido el de Mejor película.

## Personajes
- Sheriff Ed Tom Bell: El protagonista principal de la historia. Un veterano de la Segunda Guerra Mundial que está a cargo de la investigación de los asesinatos ocurridos en el intercambio de drogas. Bell tiene problemas para enfrentar la magnitud de los crímenes que intenta resolver. Sus memorias sirven como parte de la narración de la novela.
- Anton Chigurh: El principal antagonista. Es un asesino psicópata propenso a la violencia y a discursos filosóficos. Tiene aproximadamente 30 años y tiene ojos "azules como el océano... como piedras mojadas." Tiene una complexión exótica y oscura.
- Llewelyn Moss: Un soldador y veterano de la Guerra de Vietnam.
- Carla Jean Moss: La joven esposa de Llewelyn.
- Carson Wells: Otro sicario. Fue teniente coronel durante la Guerra de Vietnam y fue contratado para arrebatarle el dinero a Chigurh.

## Resumen del argumento
La novela narra las historias entrelazadas de los tres personajes centrales (Llewelyn Moss, Chigurh y Bell) después del descubrimiento de un intercambio fallido de drogas al suroeste de Texas en el condado de Terrell.
Mientras Moss está cazando berrendos, se encuentra con las secuelas de un tiroteo entre narcotraficantes, de los cuales solo sobrevivió un mexicano, quien está malherido. Moss descubre un camión lleno de heroína y un maletín con $2,4 millones en efectivo. Abandonando al mexicano herido, Moss se lleva el dinero y regresa a casa. Sin embargo, posteriormente, siente remordimiento por haber abandonado al herido, por lo que regresa al desierto con una botella de agua para el mexicano, solo para descubrir que ha sido ejecutado. Llewelyn es visto regresando a la escena, por lo que es perseguido en un camión por varios pistoleros, iniciando así una persecución que durará por el resto de la novela. Luego de escapar de los pistoleros, Llewlyn ordena a su esposa, Carla Jean Moss, que se esconda donde su madre, mientras él escapa con el dinero.
El sheriff Ed Tom Bell investiga el crimen mientras trata de proteger a Moss y a su esposa con la ayuda de otros policías. El sheriff es atormentado por sus memorias de la Segunda Guerra Mundial, en donde abandonó a su unidad y se salvó a sí mismo, por lo que recibió la Estrella de Bronce. Bell, quien tiene aproximadamente 50 años, ha pasado su vida tratando de redimirse por sus acciones durante la guerra, por lo que está decidido a resolver el crimen y a salvar a Moss. Sin embargo, las cosas se complican con la llegada de Anton Chigurh, un sicario contratado para recuperar el dinero. Chigurh usa una escopeta con silenciador y una pistola para ganado para matar a sus víctimas y para abrir cerraduras de tambor de pines. Carson Wells, otro sicario y exoficial de las Fuerzas Especiales, quien conoce a Chigurh, también está detrás del dinero.
McCarthy narra la historia en dos voces. La mayor parte del libro es narrado en tercera persona, pero es intercalada con memorias en primera persona del sheriff Bell.

## Recepción de la crítica
William J. Cobb publicó una crítica de la novela en el Houston Chronicle, en la cual describe a McCarthy como "nuestro más grande escritor vivo" y describe la novela como una "historia candente que marca la mente del lector como si fuera abrasada por un cuchillo calentado sobre las llamas de una fogata." Sin embargo, en el número de 24 de julio de 2005 del The New York Times Book Review, Walter Kirn escribió que el argumento de la novela son "tonterías siniestras", pero consideró que la prosa era admirable, describiendo al autor como un "genio con un joystick... [capaz] de cambiar los escenarios y las situaciones cada varias páginas."

## Adaptación cinematográfica
En 2007, Joel e Ethan Coen lanzaron una adaptación cinematográfica de la novela, la cual fue alabada por la crítica. El 27 de enero de 2008, la película ganó el Premio del Sindicato de Actores al mejor reparto. El 24 de febrero de ese mismo año, el filme recibió cuatro Premios Oscar: Mejor película, Mejor director (Joel e Ethan Coen), Mejor guion adaptado (Joel e Ethan Coen) y Mejor actor de reparto (Javier Bardem como Chigurh). El filme también ganó tres Premios BAFTA y dos Premios Globo de Oro.